# Widok Krakowa
Widok Krakowa, także Widok na mury i baszty Krakowa – akwarela polskiego malarza Juliana Fałata z 1896 roku, przedstawiająca krakowski Barbakan i Bramę Floriańską, znajdująca się w Galerii sztuki polskiej 1800-1945 Muzeum Śląskiego w Katowicach.
Artysta przedstawił jesienną panoramę Krakowa. Na pierwszym planie po lewej stronie uwiecznił zabytkowy krakowski Barbakan, zaś w centralnej części Bramę Floriańską. Akwarela powstała w 1896 roku. Ma wymiary 65,5 × 163,5 cm, jest sygnowana w prawym dolnym rogu: Jul Fałat 96 | Kraków. Muzeum Śląskie w Katowicach kupiło obraz w Antykwariacie Artystycznym „Tradycja” Franciszka Studzińskiego w Krakowie w 1929 roku. Muzealny numer inwentarzowy: MŚK/SzM/372.